# Кавијарг
Кавијарг (фр. Cavillargues) насеље је и општина у јужној Француској у региону Лангдок-Русијон, у департману Гар која припада префектури Ним.
По подацима из 2011. године у општини је живело 806 становника, а густина насељености је износила 71,52 становника/km². Општина се простире на површини од 11,27 km². Налази се на средњој надморској висини од 137 метара (максималној 262 m, а минималној 105 m).

## Демографија
| 1962. | 1968. | 1975. | 1982. | 1990. | 1999. | 2011. |
| ----- | ----- | ----- | ----- | ----- | ----- | ----- |
| 495   | 510   | 445   | 492   | 601   | 645   | 806   |

График промене броја становника у току последњих година